# Burg Löwenstein (Pfalz)
Die Burg Löwenstein, auch Lewenstein genannt, ist die Ruine einer mittelalterlichen Gipfelburg auf 210 m ü. NN bei Niedermoschel im Donnersbergkreis in Rheinland-Pfalz.

## Anlage
Von der einstigen Burg sind heute nur noch Überreste des Palas erhalten. Das Gelände der Burgruine befindet sich in Privatbesitz und wird als Viehweide genutzt.

## Geschichte
Die Burg wurde vermutlich von der Familie Lewenstein erbaut. Erster belegter Angehöriger des Ministerialengeschlechts ist Emmerich von Lewenstein im Jahre 1227. Der Sage nach beherrschten die Lewensteiner die Kunst des Metallfühlens, daher wird die Burg in Zusammenhang mit dem Silberbergwerk in Niedermoschel gebracht, für das die Burg als Schutz gedient haben könnte.
Am 20. Januar 1275 wird die Burg durch Emmerich und Wolfram von Löwenstein dem Grafen Heinrich von Veldenz zu einer Jahresgült von acht Pfund zu Lehen aufgetragen. Die Löwensteiner sind dabei auch sogenannte ledige Mannen der Grafschaft Veldenz geworden und verpflichteten sich zur Verteidigung ihrer Schlösser und Häuser. Von diesem Jahr an teilt die Burganlage die Geschichte der Landesburg. Die Veldenzer Grafen verleihen den Löwensteinern nach und nach weitere Lehensgüter und lassen sie somit über das ganze Nordpfälzer Land wirken.
1279 bewohnt mit Emercho III. erstmals ein Löwensteiner die Burg Randeck. Emercho heiratet 1279 Lutrade, die Tochter Wilhelms von Randeck, und gründet somit die Linie derer von Löwenstein zu Randeck. Aus diesem Geschlecht stammt u. a. Johannes Brenner von Löwenstein († 1537) Generalvikar des Bistums Speyer. Auch der fürstbischöfliche Vogt bzw. Amtmann Wilhelm von Löwenstein († 1579) kommt aus diesem Familienverband. Sein Grabstein mit Wappen und Porträt ist an der Pfarrkirche St. Ulrich in Deidesheim erhalten.
1525 wird die Anlage während des Deutschen Bauernkrieges beschädigt. Der folgende Pfälzische Erbfolgekrieg führte dann 1689 zu einer endgültigen Zerstörung durch französische Truppen.